# Карін Райх
Карін Анна Райх (нім. Karin Anna Reich; 13 жовтня 1941, Мюнхен)  — німецька історикиня математики.

## Кар'єра
З 1967 по 1973 рік Райх була науковою асистенткою у Науково-дослідному інституті Німецького музею в Мюнхені та Інституті історії математики та природничих наук Мюнхенського університету імені Людвіга Максиміліана, який у 1973 році закінчила під керівництвом Гельмута Геріке. У 1980 році вона закінчила свій час у Мюнхені, опублікувавши «Розвиток тензорного числення» у 1994 році в переглянутій формі у вигляді книги.
У 1980 році вона стала професоркою історії природничих наук та техніки Штутгартського коледжу бібліотечної справи. У 1980—1981 та 1981—1982 роках вона викладала історію математики в Гейдельберзькому університеті. У 1981 році вона представляла кафедру історії науки Гамбурзького університету. У 1982 році вона стала доцентом, а в 1988 році професором історії математики Штутгартського університету. З 1994 року і до виходу на пенсію вона була професором в Інституті історії природничих наук, математики та техніки Гамбурзького університету, де змінила Крістофа Й. Скрібу на посаді директора.

## Визнання
Райх — членкиня-кореспондент Геттінгенської академії наук і гуманітарних наук.

## Вибрані видання
Публікації Райх включають біографії Карла Фрідріха Гауса, Міхаеля Штіфеля та Франсуа Вієта. Разом з Ґеріке Райх зробив коментований переклад Analyticam In artem Isagoge Вієта з 1591 року. Вона написала історію векторно-тензорної та диференціальної геометрії. Разом з Куртом Фогелем Геріке та Райх перевидали історію елементарної математики Джона Тропфке.
Книги Райх включають:
- Maß, Zahl und Gewicht: Mathematik als Schlüssel zu Weltverständnis und Weltbeherrschung [ Міра, число та вага: Математика як ключ до розуміння та опанування світу ] (разом з Менсо Фолкертсом та Еберхардом Кноблохом, VCH, Acta Humaniora, Weinheim, 1989)
- Die Entwicklung des Tensorkalküls: Vom absoluten Differentialkalkül zur Relativitätstheorie [ Розвиток тензорного числення: від абсолютного диференціального числення до теорії відносності ] (Birkhäuser, 1994)
- Im Umfeld der «Theoria motus»: Gauß' Briefwechsel mit Perthes, Laplace, Delambre und Legendre [ Про питання, пов'язані з «Theoria motus»: листування Гаусса з Пертесом, Лапласом, Деламбрем і Лежандром ] (Vandenhoeck & Ruprecht, 2001))[7]
- Carl Friedrich Gauß und Russland: Sein Briefwechsel mit in Russland wirkenden Wissenschaftlern [ Карл Фрідріх Гаус і Росія: його листування з ученими, які працюють у Росії ] (з Оленою Русановою, De Gruyter, 2012)
- Carl Friedrich Gauß und Christopher Hansteen: Der Briefwechsel beider Gelehrten im historischen Kontext [ Карл Фрідріх Гаус і Крістофер Ганстін: листування між двома вченими в історичному контексті ] (з Оленою Русановою, De Gruyter, 2015)[8]

## Подальше читання
- Гудрун Вольф Шмідт (ред.): «Немає особливого шляху для королів до геометрії». Фестиваль для Карін Райх. Раунер, Аугсбург, 2007,ISBN 978-3-936905-23-6.
- Одефей Олександр (ред.): Історія математичних наук. Festschrift до 65-річчя Карін Райх. Видавець історії науки і техніки, в тому числі Diepholz, 2009,ISBN 978-3-928186-80-3.